# Kongshan
Kongshan (kinesiska: 空山乡, 空山) är en socken i Kina. Den ligger i provinsen Sichuan, i den sydvästra delen av landet, omkring 370 kilometer nordost om provinshuvudstaden Chengdu. Antalet invånare är 6 966. Befolkningen består av 3 422 kvinnor och 3 544 män. Barn under 15 år utgör 22,0 %, vuxna 15-64 år 67 %, och äldre över 65 år 10,0 %.
Genomsnittlig årsnederbörd är 1 461 millimeter. Den regnigaste månaden är juli, med i genomsnitt 314 mm nederbörd, och den torraste är december, med 5 mm nederbörd.